# Krokosz barwierski

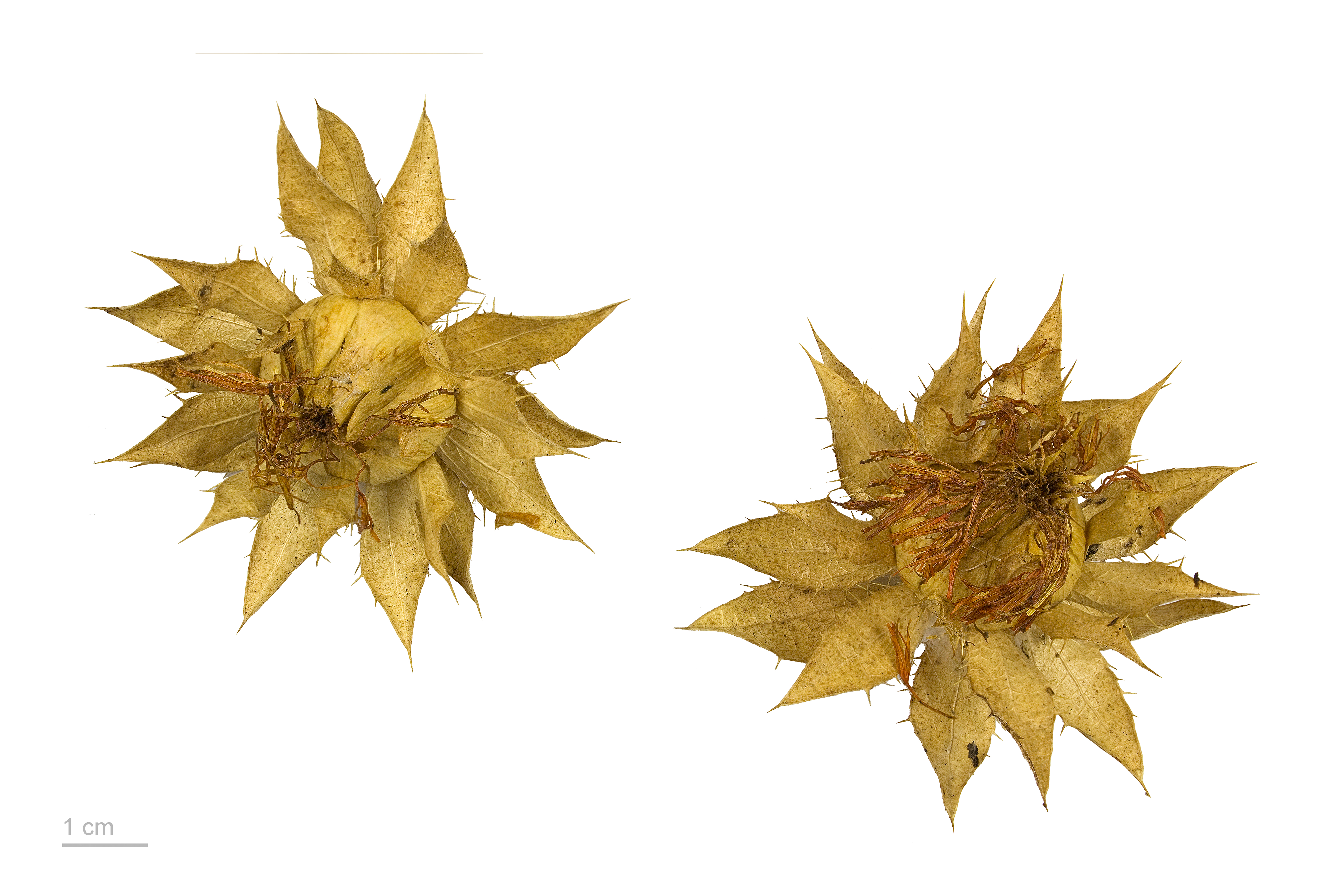
Okrywy otulające nasiona po przekwitnieniu

Krokosz barwierski (Carthamus tinctorius L.) – gatunek rośliny jednorocznej z rodziny astrowatych. Pochodzi z Bliskiego Wschodu i Indii.

## Morfologia
ŁodygaPodłużnie bruzdowana, błyszcząca, białożółta, osiągająca do 1,3 m wysokości.
KorzeńCienki, wrzecionowaty.
LiścieLancetowate, kolczastoząbkowane na brzegu i kolczasto zakończone, miękkie.
KwiatyZebrane w okazałe główkowate kwiatostany. Pomarańczowożółte lub czerwonawopomarańczowe, obupłciowe kwiaty rurkowate, promieniste, oddzielone od osadnika kwiatostanowego. Każdy kwiat posiada długą, nitkowatą rurkę długości około 1 cm, podzieloną na 5 równych, wąskich, lancetowatych łatek o długości ok. 5 mm. Z otworu rurki wystaje pusty walec utworzony przez zrośnięte żółte pylniki, w którym znajduje się nitkowato wykształcona szyjka słupka, zgrubiała blisko szczytu.
OwocNiełupka.

## Zastosowanie
Gatunek uprawiany już w starożytności jako roślina farbierska i oleista. W starożytnym Egipcie używana do wyrobu tłustej szminki. W średniowiecznej kuchni europejskiej prawdopodobnie był używany jako barwnik spożywczy, zastępujący droższy szafran.
W Europie rozwój plantacji nastąpił w XVII wieku. Roślina uchodziła, obok indygowca, za źródło najlepszego barwnika roślinnego – zawartej w płatkach korony kwiatów kartaminy, zwanej też hiszpańską czerwienią. Kwiaty stosowano także jako lek pobudzający, przeczyszczający i wykrztuśny. Owoce pozbawione łupin zawierają nieco ponad 50% oleju kartamusowego używanego do celów spożywczych oraz do wyrobu mydeł, pokostu i laku.

### Roślina lecznicza
Surowiec zielarski: Kwiat krokosza (Carthami flos) – wysuszony kwiat o zawartości minimum 1,0% flawonoidów w przeliczeniu na hiperozyd.
W pseudomedycynie ekstrakt wykorzystywany jest do pobudzenia wzrostu włosów, mimo braku potwierdzonej skuteczności u ludzi, a udowodnionym negatywnym wpływie na płodność zarówno kobiet jak i mężczyzn. W doświadczeniu na myszach potwierdzono zdolność ekstraktu etanolowego do stymulowania wzrostu włosów. Ekstrakt alkoholowy wykazuje silne działanie hamujące na aktywność 5α-reduktazy u myszy, enzymu odpowiedzialnego za metabolizm steroidów. Tłumaczy to poprawę wyglądu włosów oraz zwiększenie ilości mieszków włosowych gryzoni. 

## Nazewnictwo
Rodzajowa nazwa naukowa Carthamus pochodzi od zastosowania kwiatów tego gatunku w barwierstwie, prawdopodobnie od arabskiego karkhum, qurtum, korthom = farbowanie, barwienie. To samo znaczy w języku hebrajskim słowo kartami.